# أوليمب بيليسير
أوليمب بيليسير (9 مايو 1799 - 22 مارس 1878) هي كانت عارضة، محظية فرنسية والزوجة الثانية لجواكينو روسيني.